# Hitnahalli, Piriyapatna
Hitnahalli là một làng thuộc tehsil Piriyapatna, huyện Mysore, bang Karnataka, Ấn Độ.